# Michał Pierończyk
Michał Walerian Pierończyk (ur. 10 grudnia 1977 w Rudzie Śląskiej) – polski samorządowiec, prezydent Rudy Śląskiej od 2022. 

## Życiorys
Z wykształcenia magister prawa. Ukończył Europejską Wyższą Szkołę Prawa i Administracji w Warszawie. Absolwent II Liceum Ogólnokształcącego im. Gustawa Morcinka w Rudzie Śląskiej.
W latach 2006–2010 radny Rady Miasta Ruda Śląska, a od grudnia 2010 roku do czerwca 2022 roku wiceprezydent Rudy Śląskiej.
Został wybrany na urząd Prezydenta Miasta Ruda Śląska w przedterminowych wyborach zarządzonych po śmierci prezydent Grażyny Dziedzic. W pierwszej turze wyborów otrzymał 11 590 głosów 36,42%. W drugiej turze wyborów zwyciężył z Krzysztofem Mejerem, uzyskując 18 446 głosów, czyli 72,69%. Frekwencja w drugim głosowaniu wyniosła 25,12%.
Z sukcesem ubiegał się o ponowny wybór na prezydenta Rudy Śląskiej. W pierwszej turze wyborów  otrzymał 19 312 głosów, czyli 46,92%. W drugiej turze zmierzył się z Markiem Wesołym (PiS). Uzyskał 22 512 głosów (70,45%). W drugim głosowaniu frekwencja wyniosła 32,26%.

## Życie prywatne
Żonaty, ma dwójkę dzieci.